# Dorothy F. Bailey
Dorothy F. Bailey fue una líder cívica del condado de Prince George, Maryland. Fue miembro del consejo del condado durante ocho años, sirviendo dos mandatos como presidenta. Ha sido miembro de las juntas de muchas organizaciones nacionales y locales, entre ellas el Consejo Nacional de Mujeres Negras y la Asociación para el Estudio de la Vida e Historia Afroamericana (ASALH). Estableció el Festival del Renacimiento de Harlem del condado de Prince George, que se celebra anualmente desde 1999, y fundó varias organizaciones comunitarias. Fue incorporada al Salón de la Fama de las mujeres de Maryland en 2014.

## Biografía
Nació en Dunn (Carolina del Norte). Se involucró por primera vez en la defensa de los derechos civiles mientras estudiaba sociología en la Universidad Central de Carolina del Norte, de la que obtuvo una licenciatura en 1962. Realizó estudios de posgrado en educación y gerontología en la Universidad Estatal de Pensilvania y en la Universidad de Maryland. Al principio de su carrera enseñó en las escuelas públicas y trabajó en el programa Upward Bound de la Universidad de Maryland.
De 1983 a 1994, ocupó cargos de alto nivel en varios organismos gubernamentales del condado de Prince George, entre ellos el de directora ejecutiva de la Comisión de Protección del Consumidor y directora de Asociaciones Comunitarias del Departamento de Servicios Familiares. En 1994 fue elegida para formar parte del Consejo del Condado de Prince George, donde prestó servicios durante ocho años. Fue presidenta del Consejo por dos períodos y vicepresidenta por tres períodos. Después de dejar el consejo, Bailey trabajó como enlace de padres para las Escuelas Públicas del Condado de Prince George.
En 2001, Bailey fue elegida para el Consejo Ejecutivo Nacional de la Asociación para el Estudio de la Vida y la Historia Afroamericana (ASALH); también es presidenta del capítulo del condado de Prince George. En 2002 estableció la fundación del Renacimiento de Harlem del condado de Prince George, de la que fue presidenta de la Junta del 2003 hasta el 2011. La fundación celebra anualmente el Festival del Renacimiento de Harlem, una idea que Bailey concibió como una forma de destacar las contribuciones artísticas y culturales de los afroamericanos durante la época del Renacimiento de Harlem, y de mostrar el trabajo de los residentes del condado que continúan con ese legado. El festival atrae a miles de visitantes cada año y presenta lecturas de poesía, espectáculos de danza, arte visual y jazz en vivo. Entre los intérpretes destacados se encuentran el actor Clifton Powell, que leyó la poesía de Langston Hughes, y la vocalista de jazz Jean Carn.
Bailey desempeñó un papel decisivo en la fundación de varias otras organizaciones sin fines de lucro, entre ellas la Fundación LEARN (Landover Educational Athletic Recreational Non-Profit), la Organización para el Empoderamiento de la Juventud de Kiamsha y el Comité de Amistad de la Ciudad Hermana Royal Bafokeng. También ha sido miembro de las juntas nacionales y locales del Consejo Nacional de Mujeres Negras.

## Publicaciones
- Bailey, Dorothy F. (2011). In a Different Light: Reflections and Beauty of Wise Women of Color (en inglés). coProductions LLC. ISBN 9780615455341.

## Honores y premios
- Incrita en el Salón de la Fama de las mujeres de Maryland, 2014[2]
- Gladys Noon Spellman, Award for Public Service[2]
- NAACP Image Awards por Political Activism, 1999[2][9]
- National Council of Negro Women Bethune Recognition Award[2]
- North Carolina Central University's 2013 Alumnos del Año[2]
- Inscrita en el Prince George's County Women's Hall of Fame, 1996[2][10]
- Honorary Doctorate of Divinity from Riverside Baptist College and Seminary, 1991[2]